# جان هریس (کارگردان)
جان هریس (انگلیسی: Jon Harris؛ زادهٔ ۱۱ ژوئیهٔ ۱۹۶۷) کارگردان و تدوین‌گر اهل بریتانیا است.

## فیلم‌شناسی

### کارگردان
- نزول قسمت ۲ (۲۰۰۹)

### تدوین
- سرویس مخفی (۲۰۱۵)
- پدینگتون (۲۰۱۴)
- The Two Faces of January (۲۰۱۴)
- خلسه (۲۰۱۳)
- زن سیاه‌پوش (۲۰۱۲)
- ۱۲۷ ساعت (۲۰۱۰)
- کیک-اس (۲۰۱۰)
- نزول قسمت ۲ (۲۰۰۹)
- دریاچه بهشت (۲۰۰۸)
- گرد ستاره (۲۰۰۷)
- Starter for 10 (2006)
- Being Cyrus (2005)
- نزول (۲۰۰۵)
- کیک لایه‌ای (۲۰۰۴)
- The Calcium Kid (2004)
- dot the i (2003)
- Ripley's Game (۲۰۰۲)
- قاپ‌زنی (۲۰۰۰)

### دستیار تدوین
- مأمور مخفی (1996)
- When Saturday Comes (۱۹۹۶)
- The Turnaround (1995)
- Solitaire for 2 (1995)